# Great Falls (Montana)

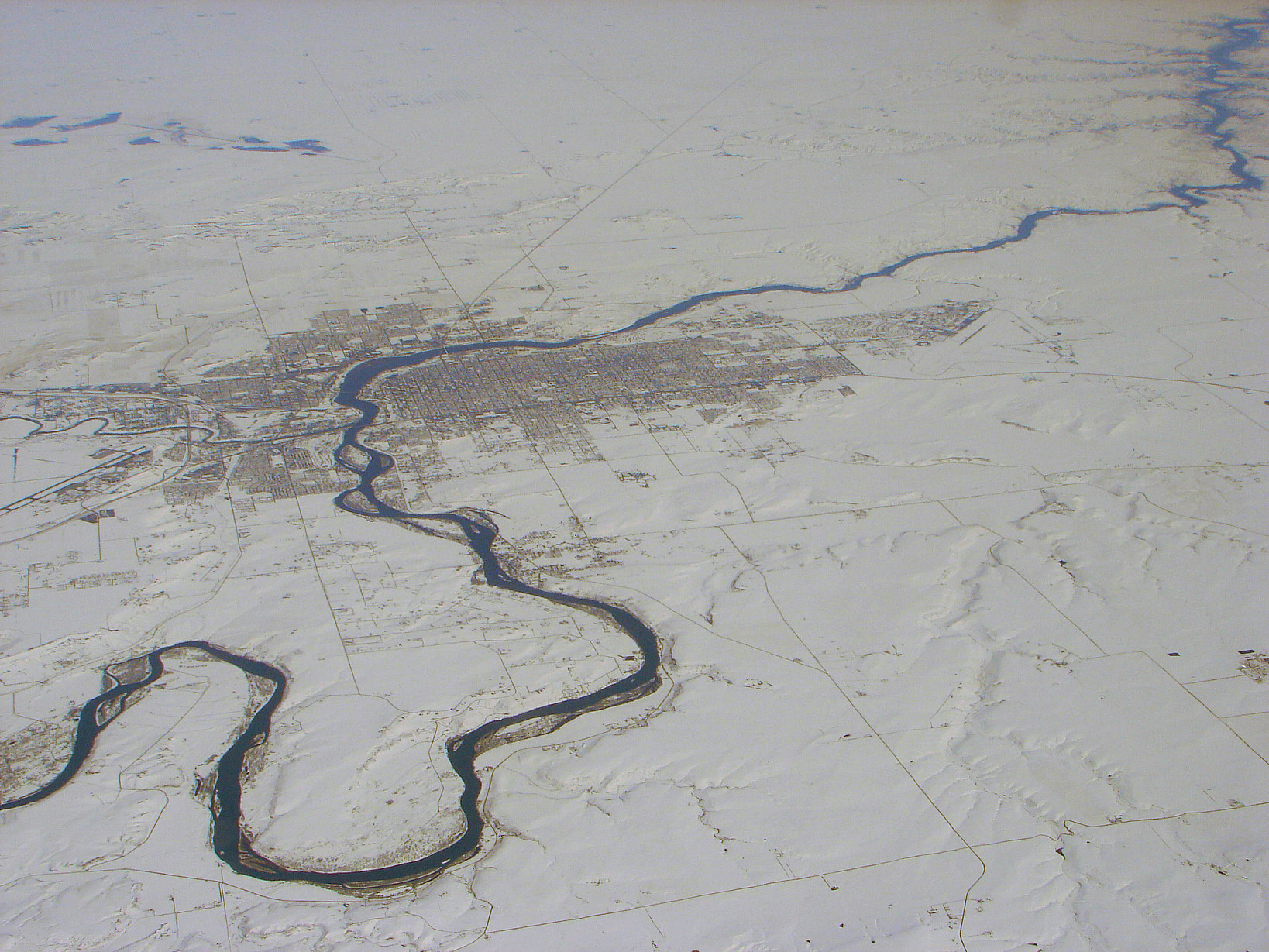
Luftbild von Great Falls und dem Missouri River

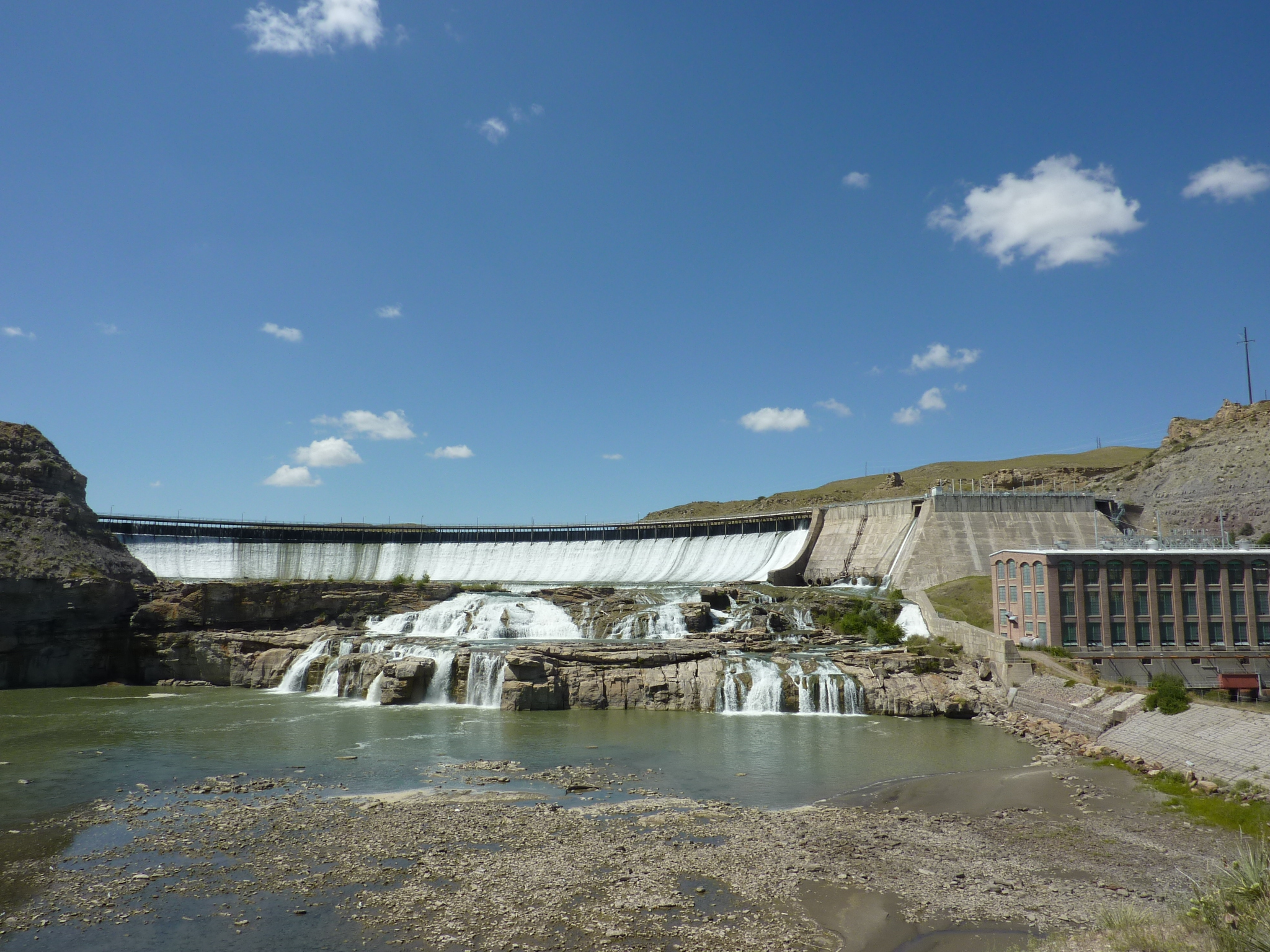
Das Wasserkraftwerk an den namengebenden Missouri-Fällen

Great Falls ist eine Stadt im Zentrum des US-Bundesstaats Montana in den Vereinigten Staaten. Sie ist Sitz der Countyverwaltung (County Seat) des Cascade County und liegt am Missouri River.
Great Falls war im Jahr 2016 mit über 59.000 Einwohnern die drittgrößte Stadt in Montana. Sie nimmt eine Fläche von 51,6 km² ein.
Der Name Great Falls stammt von den Großen Wasserfällen des Missouri River. Das Wasser fällt innerhalb der Stadtgrenzen etwa 150 Meter in einer Serie von Stromschnellen und fünf Wasserfällen. Da das Wasser auch für Wasserkraftwerke genutzt wird, kann es vorkommen, dass die Fälle zeitweise trocken liegen. 40 km flussabwärts beginnt das Upper Missouri River Breaks National Monument, ein Schutzgebiet, das sich über 240 km entlang dem Missouri erstreckt. In der Nähe der Stadt befindet sich im Giant Springs State Park außerdem der angeblich kürzeste Fluss der Welt, der Roe River.
Bei Great Falls liegt die Malmstrom Air Force Base, auf der Interkontinentalraketen stationiert sind. Die Militärbasis ist der größte Raketen-Stützpunkt der westlichen Hemisphäre.
Great Falls ist Sitz des Bistums Great Falls-Billings.

## Geschichte
In prähistorischer Zeit befand sich an der Stelle des heutigen Great Falls der nach der Stadt benannte Eisstausee Lake Great Falls.
Die Umgebung von Great Falls wurde lange Zeit von Indigenen Völkern bewohnt, besonders von Blackfoot-Indianern. Im Sommer 1805 erreichten die Entdecker der Lewis-und-Clark-Expedition die großen Wasserfälle.
Im Mai 1882 kam Paris Gibson zu den Great Falls und plante eine Stadt zu errichten. Er wurde finanziell von James J. Hill unterstützt, dem Präsidenten der Great Northern Railway. Der Ort wurde schließlich 1884 gegründet, und die erste Eisenbahn fuhr 1887 in den Bahnhof ein. 1950 war Great Falls die größte Stadt in Montana.
Im Gegensatz zu elf Indianerstämmen in Montana, die durch die Bundesregierung anerkannt und für die sieben Reservate eingerichtet wurden, verdingte sich eine Gruppe von über 500 landlosen Angehörigen der Chippewa und der Cree als Wanderarbeiter auf Farmen. Ihr Anführer, Joseph (Joe) Dussome, brachte einen Teil dieser Gruppe zu einem Hügel bei Great Falls, der später Hill 57 genannt wurde. 1927 gründete er einen Stamm mit dem Namen The Abandoned Band of Chippewa Indians, 1934 hieß er The Landless Indians of Montana – die landlosen Indianer von Montana. Ein Versuch der Regierung, ein kleines Landstück bei Great Falls zu erwerben, scheiterte am Widerstand der Stadtbewohner. Nach mehreren Versuchen seit 1978 erhielt der Stamm 1991 zunächst eine Anerkennung durch den Bundesstaat Montana und im Jahr 2019 auch eine Anerkennung durch die Bundesregierung als Little Shell Tribe.

## Wirtschaft
Die größten Arbeitgeber der Stadt waren 2019:
| Arbeitgeber                | Arbeitnehmer |
| -------------------------- | ------------ |
| Malmstrom Air Force Base   | 3.960        |
| Benefis Health Care Center | 3.203        |
| Great Falls Public Schools | 1.926        |
| Montana Air National Guard | 1.012        |
| Great Falls Clinic         | 631          |
| Walmart                    | 600          |
| City of Great Falls        | 589          |
| Cascade County             | 523          |
| Centene                    | 319          |
| Albertsons                 | 285          |

## Verkehr
Durch den Ort verläuft in Ost-West-Richtung der Montana Highway 200. Der Internationale Flughafen Great Falls befindet sich 5 km südwestlich der Stadt.

## Persönlichkeiten
Der Maler Charles M. Russell (1864–1926) lebte und starb in Great Falls.

## Söhne und Töchter der Stadt
- Scott Davis (* 1972), Eiskunstläufer
- Missy Gold (* 1970), Schauspielerin
- Jay L. Johnson (* 1946), Admiral der US Navy und von 1996 bis 2000 der 26. Chief of Naval Operations
- Brian Lynch (* 1978), Basketballspieler
- Hugh Mitchell (1907–1996), US-Senator
- Gerald R. Molen (* 1935), Filmproduzent und Filmschauspieler
- Victoria Paris (* 1965 oder 1966 – 2021), Pornodarstellerin
- Tera Patrick (* 1976), Model und Pornodarstellerin
- William V. Roth (1921–2003), US-Senator
- R. Gordon Wasson (1898–1986), internationaler Bankier, Amateurmykologe und Autor
- Irving L. Weissman (* 1939), Mediziner, Immunologe, Krebsforscher und Stammzellpionier
- Lones Wigger (1937–2017), Olympiasieger im Schießen
- Mike Zadick (* 1978), Ringer

## Klimatabelle
|                       | Jan   | Feb  | Mär  | Apr  | Mai  | Jun  | Jul  | Aug  | Sep  | Okt  | Nov  | Dez  |   |       |
| Mittl. Tagesmax. (°C) | −0,8  | 3,1  | 6,5  | 12,9 | 18,4 | 23,7 | 28,5 | 27,6 | 20,9 | 15,2 | 6,4  | 0,6  | ⌀ | 13,6  |
| Mittl. Tagesmin. (°C) | −11,3 | −8,2 | −5,1 | −0,1 | 4,9  | 9,2  | 11,8 | 11,2 | 6,4  | 2,1  | −4,3 | −9,7 | ⌀ | 0,6   |
|                       |       |      |      |      |      |      |      |      |      |      |      |      |   |       |
| Niederschlag (mm)     | 23,1  | 14,5 | 27,9 | 35,8 | 64,0 | 60,7 | 31,5 | 39,1 | 31,5 | 19,8 | 16,8 | 21,6 | Σ | 386,3 |
|                       |       |      |      |      |      |      |      |      |      |      |      |      |   |       |
| Regentage (d)         | 6,1   | 4,2  | 6,4  | 6,3  | 8,4  | 7,5  | 5,1  | 5,4  | 5,2  | 3,9  | 4,0  | 5,8  | Σ | 68,3  |

| −11,3 |

| −8,2 |

| −5,1 |

| −0,1 |

| 4,9 |

| 9,2 |

| 11,8 |

| 11,2 |

| 6,4 |

| 2,1 |

| −4,3 |

| −9,7 |

| −11,3 |

| −8,2 |

| −5,1 |

| −0,1 |

| 4,9 |

| 9,2 |

| 11,8 |

| 11,2 |

| 6,4 |

| 2,1 |

| −4,3 |

| −9,7 |